# Baquba
Baquba (بعقوبه; también transliterado Ba'qubah o Baqouba) es la capital de la gobernatura de Diyala, en Irak.
La ciudad se encuentra en las coordenadas geográficas 33°44′50″N 44°39′45″E / 33.74722, 44.66250, unos 50 km al noreste de Bagdad, a orillas del río Diyala, dentro del llamado "Triángulo suní". En 2002 tenía una población aproximada de 280 000 habitantes.
El lugar ha estado habitado continuamente, desde los tiempos preislámicos y ha sido un centro agrícola y comercial. Se cree que su nombre proviene del arameo Baya'quba, que quiere decir “casa de Jacob.” Era un punto intermedio entre Bagdad y el Jorasán en la Ruta de la Seda medieval. Es famosa por sus naranjas.
A lo largo de la ocupación estadounidense iniciada en 2003, Baquba se ha convertido en uno de los lugares con mayor actividad insurgente, junto con los enclaves suníes de Faluya, Ramadi y Samarra. Los combates más importantes se desarrollaron el 24 de junio de 2004. Al-Tawhid Wal-Jihad y Abu Musab al-Zarqawi se hicieron responsables de los ataques.
El propio Abu Musab al-Zarqawi murió allí el 8 de junio de 2006 en un bombardeo estadounidense.
El 2 de julio de 2007 el ejército estadounidense realizó una incursión en Baquba y causó la muerte de más de 350 personas, en una supuesta incursión contra Al-Qaeda, tras lo cual el Partido Islámico Iraquí exigió al Gobierno estadounidense que «paren la masacre y que distingan entre civiles y grupos armados».